# Emmy Sameer Ghanem
Amy Samir Ghanem (Il Cairo, 11 marzo 1987) è un'attrice egiziana.

## Biografia
Emmy è nata al Cairo nel 1987 in una famiglia d'arte, il padre il comico Samir Ghanem (1937-2021), la madre l'attrice Dalal Abdel Aziz (1960- ) e la sorella maggiore l'attrice Donia Samir Ghanem. Emmy Samir Ghamen presenta una comicità molto spiccata, simile a quella dei genitori.
Dal 2016, Emmy è sposata con l'attore Hassan El Raddad (1984- ).

## Filmografia

### Cinema
- Assal Eswed (2010)
- Samir wa Shahir wa Bahir (2010)
- Bolbol Hayran (2010)
- X-Large (2011)
- Cima Ali Baba (2011)
- Banat El am (2012)
- Ghesh Al Zawgeyya (2012)
- Taitah Rahibah (2012)
- Hatuli Ragel (2013)
- Zanqat Sittat (2015)
- Ashan Kharjee (2016)

### Televisione
- Hekayat Beneeshha (2010)
- Nona El Mazouna (2011)
- Viva Atata (2014)
- Super Henedi (2014)
- Heba regl el ghorab (2014)
- Nelly and Sherihan (2016)
- Fi Al La La Land (2017)
- Azmi & Ashjan (2018)